# 海龙号潜艇
海龍軍艦，編號「SS-793」，是中華民國海軍的劍龍級柴電動力潛艦。中華民國海軍目前有四艘潜舰，同隸屬於中華民國海軍二五六戰隊，分别名為海獅、海豹、海龍、海虎。海龍軍艦屬於中華民國海軍第三代潛艦，是中華民國海军的水下作战主力战舰。它可在海中潜藏独立作战60天，并配备重型鱼雷。

## 建造
海龍軍艦是中華民國海軍以劍龍專案在1982年向荷兰委托协助兴建的2艘柴电潜舰之一，由荷兰RSV（Rhine Scheldt Verolme）造船公司簽約，由另一家同集團Wilton-Fyenood造船廠建造，于1986年10月4日下水，1987年4月14日于北海完成首次潜航测试，1987年10月9日竣工。1987年12月16日由荷兰籍11号干坞船运抵高雄当时中華民國國防部曾经封锁海龍軍艦进港消息，但被新闻媒体发现。1987年12月28日，海龍軍艦在海軍左营基地由時任中华民国海军总司令劉和谦上将主持成军典礼，开始服役；首任舰长纪惟正上校。

## 性能
海龍軍艦舰长66.92公尺、宽8.4公尺、吃水6.7公尺，水面航行标准排水量2,300吨，满载2,376吨，潜航标准排水量2,600吨，满载2,660吨。其动力系统为3部 Brons/Stork-Werkspoor 12ORUB215型柴油机，单轴五叶式螺旋桨推进，马力4,050匹，速率水面航行12节，潜航20节，最大潜深240公尺。

## 武装
海龍軍艦艏配被6门533公厘口径鱼雷发射管，可携28枚鱼雷或魚叉飛彈，並配備荷蘭SINBADS-M型作戰與SIASS聲納系統、電戰與慣性導航等系統。

## 经历
海龍軍艦曾多次执行汉光演习、猎鲸演習、海鲨演習、联兴演習、战备侦搜巡邏暨耐航训练等演習训練任务，航行超过12,000海里，航行时间超过20,000小时、潜航时间达17,000小时以上。1993年起分别多次荣获全军战力竞赛总冠军、国军莒光连队、国军模范连队、国军模范团体、军歌比赛冠军、国军军歌比赛金像奖及国军年度训练绩优单位等奖项。

### 魚雷演習意外
2003年9月4日上午，海龍軍艦參與漢光19號演習，操演中发射的实战鱼雷，因鱼雷导线断裂而没有击中目标。当日下午，该失控的未爆鱼雷在宜兰五结乡沙滩被居民发现，令居民惶恐，也重創時任海軍艦隊司令部司令林鎮夷中將的形象。
因汉光十九号演习试射失败，海龍軍艦再次进行实战鱼雷试射。2003年10月8日海龍軍艦试射成功击沉靶舰，但10月14日上午在屏东加禄堂外海的试射中，实战鱼雷又再因导线断裂失控，海龙号紧急下潜进行规避；当日下午再次试射成功命中靶舰（安陽軍艦）。

### 舰长落海意外
2009年9月14日下午2时48分，海龍軍艦自左营军港出海，执行「海鲨演習」舰艇自训任务。下午3时07分左营军港外海1.3海里处，因受台风外围环流影响，海浪突然变大，舰长陈纪宗上校从上帆罩被巨浪擊落入海殉職。中華民國海軍、中華民國空軍緊急動員前往落海地点进行搜救，至9月16日上午7时42分，在左营军港外海3.1里处发现陈纪宗的遗体，並追贈晉升少將。这是海龍軍艦服役二十多年来最重大的安全意外。

## 歷任艦長
1. 陳紀宗（1964－2009年）2005

### 引用
1. 1 2  . 中央日报网络报. 2009-09-15  [2009-09-17]. （原始内容存档于2014-01-12）.
2. 1 2  . 美国之音. 2009-09-14.[]
3. 1 2  . 军事新闻通讯社. 2007-12-23. （原始内容存档于2014-01-12）.
4. ↑  . 全球防卫杂志. 2006-06, (262期). （原始内容存档于2010-12-27）.
5. 1 2  . 青年日报. 2007-01-30. （原始内容存档于2010-02-10）.
6. ↑  . NOWnews. 2009-09-14  [2009-09-25]. （原始内容存档于2009-09-23）.
7. ↑  . 军事新闻通讯社. 2007-12-23. （原始内容存档于2014-01-12）.
8. ↑  . NOWnews. 2003-09-05.
9. ↑  . 自由时报. 2003-10-15  [2009-09-18]. （原始内容存档于2005-01-23）.
10. ↑  . 中央日报网络报. 2009-09-14  [2009-09-17]. （原始内容存档于2014-01-12）.
11. ↑  . 中央通訊社. 2009-09-16. （原始内容存档于2014-01-12）.

## 外部連結
- Hai  Lung type for Taiwan Archive.today的存檔，存档日期2012-07-27
- Hai Lung in Taiwan （页面存档备份，存于）